# Danbury Whalers
Danbury Whalers byl profesionální americký klub ledního hokeje, který sídlil v Danbury ve státě Connecticut. V letech 2010–2015 působil v profesionální soutěži Federal Hockey League. Titans ve své poslední sezóně v FHL skončily ve semifinále play-off. Své domácí zápasy odehrával v hale Danbury Ice Arena s kapacitou 3 000 diváků. Klubové barvy byly zelená, bílá a námořnická modř.
Jednalo se o vítěze FHL ze sezóny 2012/13.

## Úspěchy
- Vítěz FHL ( 1× )
  - 2012/13

## Přehled ligové účasti
Zdroj: 
- 2010–2015: Federal Hockey League